# 费利佩·洛佩斯
路易斯·费利佩·洛佩斯（西班牙語：Luis Felipe López，1974年12月19日—），多米尼加职业篮球运动员，曾效力于美国NBA联盟。他在1998年的NBA选秀中第1轮第24顺位被圣安东尼奥马刺选中。